# Nokia Lumia 610

Nokia Lumia 610 rulează Windows Phone 7.5, dispune de un procesor de 800 MHz (single-core) Snapdragon S1, 256 MB RAM si 8 GB spațiu de stocare. Ecranul este de 3,7 inci cu rezoluția WVGA. Smartphone-ul are o cameră foto de 5 megapixeli cu focalizare automată și bliț LED, Wi-fi, Bluetooth 2.1, GPS și mufă audio de 3.5 mm.
Oferă port microUSB și are bateria de 1300 mAh. 